# Borča
Pour les articles homonymes, voir Borca.
Borča (en serbe cyrillique : Борча) est une ville de Serbie située dans la municipalité de Palilula et sur le territoire de la Ville de Belgrade. Au recensement de 2011, elle comptait 46 086 habitants.

## Géographie

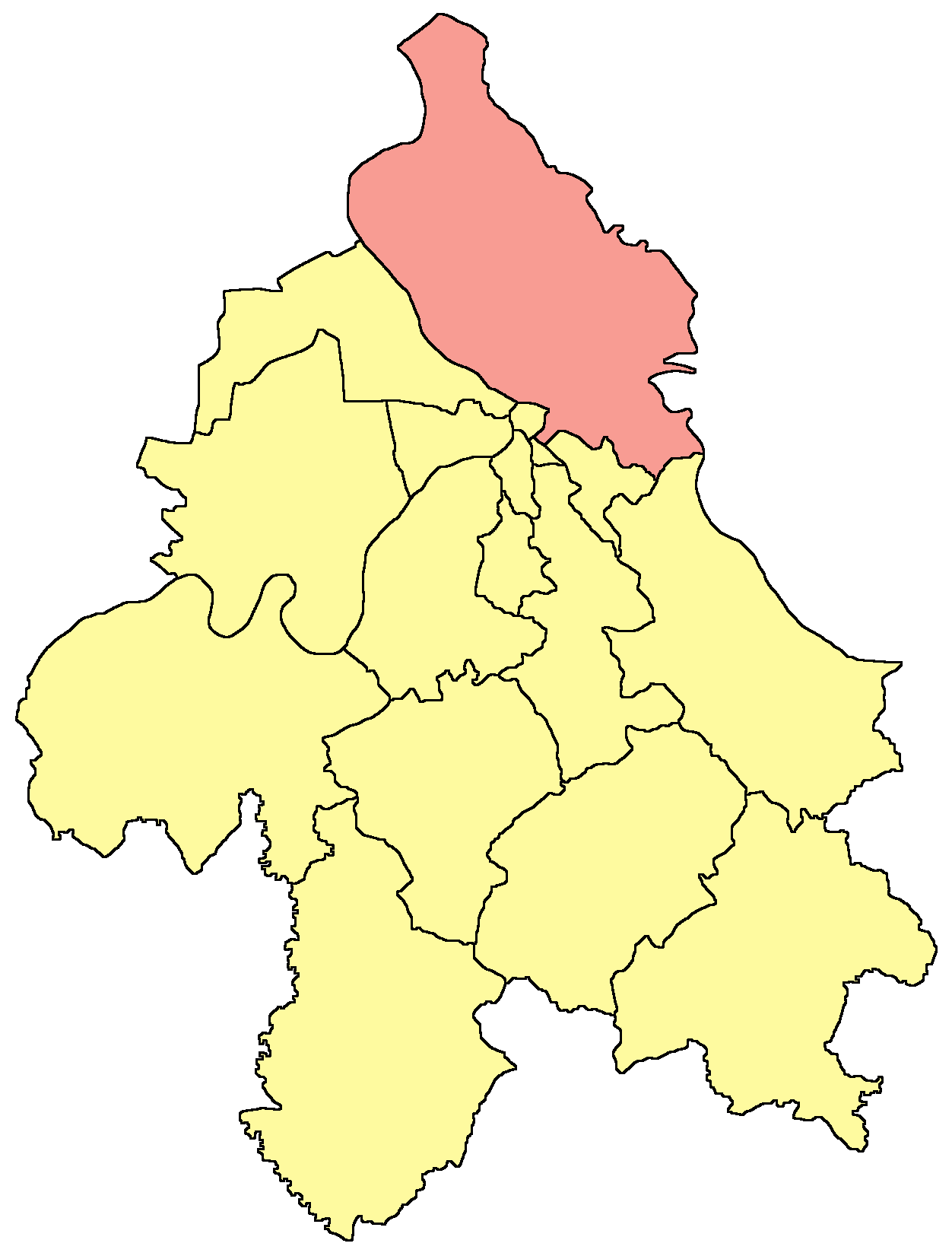

Borča se trouve à 8 kilomètres au nord du centre-ville de Belgrade, dans la partie de la municipalité de Palilula située dans le Banat. La ville s'étend entre le Zrenjaninski put, la route qui relie la capitale serbe à Zrenjanin et les rivières du Pretok, du Sebeš et du Vizelj, qui s'écoulent dans la zone marécageuse du Pančevački rit.
Borča s'est développée le long du Zrenjaninski put en direction du sud jusqu'à Dunavski Venac, un quartier de Krnjača, et, en direction du nord, jusqu'à Padinska Skela.

## Histoire

### Le Royaume de Hongrie et l’Empire ottoman
Borča est mentionnée pour la première fois en 1375 sous le nom de Barcsa (ou Bercse). La localité appartenait alors au Royaume de Hongrie. Cependant, son nom provient sans doute d’une racine slave bara, qui signifie « le marais ».
En 1537, la localité fut prise par les Ottomans et intégrée dans le sandjak de Smederevo, une subdivision de leur empire. En 1567, Borča était peuplée principalement de Serbes ; c’est à cette époque que fut écrit le célèbre évangile de Jazak.
Au temps des guerres austro-turques, Borča devint le centre de la zone frontière. Après le traité de Karlowitz, signé en 1699, la ville fut fortifiée (fort de Porača). En 1717, elle fut conquise par les Habsbourg et devint officiellement autrichienne au traité de Passarowitz en 1718. 

### Sous les Habsbourg
Après le traité de Belgrade de 1739, les fortifications furent abattues. En 1743, la peste fit de tels ravages à Borča qu’on brûla la ville. Elle fut reconstruite en 1794 et devint le centre d’une municipalité appartenant à la Krajina du Banat, dans la région de la Frontière militaire établie par les Habsbourg. 
En 1848-1849, Borča fit partie de la Voïvodine de Serbie, une région autonome à l’intérieur de l’empire d’Autriche. Mais, dès 1849, elle fut réintégrée dans la Frontière militaire. Après la suppression de cette Frontière en 1873, Borča fit partie du royaume de Hongrie au sein de l’Empire austro-hongrois. 

### La Yougoslavie et la Serbie
En 1918, après la chute de l’Autriche-Hongrie, Borča fut rattachée au royaume des Serbes, Croates et Slovènes, qui, en 1929, devint le royaume de Yougoslavie. 
Entre 1941 et 1944, elle fut occupée par les troupes allemandes et fut intégrée à la région autonome du Banat. 
La ville fut intégrée à la municipalité de Palilula en 1965. 

## Quartiers
La ville de Borča est officiellement divisée en trois communautés locales (en serbe : mesne zajednice) : Stara Borča (autrefois Borča I), Borča Greda (autrefois Borča II) et Nova Borča (autrefois Borča III) ; ces communautés locales sont elles-mêmes divisées en sous-quartiers.

### Stara Borča
La communauté de Stara Borča occupe le sud de la ville. Elle s'étend le long du Zrenjaninski put ; elle comprend les parties les plus anciennes de Borča, les parties les plus proches de Belgrade, des parties orientales qui s'étendent jusqu'à Ovča ainsi qu'une extension sud-ouest en direction du Danube. Selon le recensement de 2002, elle comptait 13 624 habitants.
- Atovi (Атови) est l'extension la plus orientale de la ville, près d'Ovča.
- Centar I (Центар Ι) constitue la partie la plus centrale de Borča ; elle est délimitée par les rues Ivana Milutinovića, Lička et Narodnog fronta et est entourée par les quartiers de Stara Borča à l'ouest et de Sebeš à l'est.
- Crvenka.
- Irgot (Иргот) est situé au sud-ouest de Stara Borča ; le quartier se trouve près de l'église de la ville, dans une boucle de la rivière Vizelj, au sud de la rue Borčanskih žrtava.
- Popova bara (Попова бара, le « marais du prêtre ») est une extension de la ville située au centre-est et à l'est-sud, traversée par le Zrenjaninski put ; elle est constituée de deux sections, l'une au nord autour de la rue Androvačka, l'autre au sud sur la rive droite de la rivière Sebeš ; la partie centrale du quartier est la moins urbanisée.
- Sebeš (Себеш) est une extension méridionale qui forme une continuité urbaine avec Dunavski Venac et, plus au sud, avec Krnjača. Le quartier est également connu sous le nom de Mokri Sebeš ou de Borčanski Sebeš. Il doit son nom à la rivière Sebeš canalisée qui se jette dans le Vizelj un peu plus au sud. Il s'étend jusqu'aux quartiers de Centar I à l'ouest, de Zrenjaninski Put au nord et de Popova bara à l'est.
- Slatina (Слатина) est une extension orientale de la ville, qui s'est développée le long de la route d'Ovča. La plupart des rues du quartier, qui autrefois se distinguaient par un simple numéro, ont été renommées d'après des toponymes grecs : Épire, Morée, Béotie, Angora, Éphèse, Milet, Nicée, Pergame, Cappadoce, Delphes, Corinthe, Troie, Volos, Sparte, Antioche, Épidaure, Phocide, Pylos etc.
- Stara Borča (Стара Борча, la « vieille Borča »), comme son nom l'indique, constitue la partie la plus ancienne de l'ensemble du quartier et de la ville. Elle est située dans un angle, au sud de la rue Jugoslovenska et de la Place de la libération. Elle est entourée par les quartiers de Centar III au nord, Centar I au nord-ouest, Sebeš à l'ouest et s'étend jusqu'à Crvenka au sud-ouest. Stara Borča est généralement considéré comme la partie la plus tranquille de la ville, avec des maisons individuelles qui rappellent par leur style l'architecture des maisons traditionnelles de la plaine de Pannonie.
- Vihor (Вихор) forme une extension orientale de la communauté locale et se trouve près d'Ovča.

### Borča Greda
La communauté locale de Borča Greda occupe le nord de la ville et s'étend des deux côtés du Zrenjaninski put. Selon le recensement de 2002, elle comptait 8 087 habitants, avec une population croissante[réf. nécessaire].
- Borča Greda (Борча Греда) est une extension nord-ouest de Borča, située entre la rue Bratstva i jedinstva au sud, le canal du Pretok au nord, avec la rue Ranka Miljića qui traverse les parties centrales de la municipalité. Elle est entourée par les quartiers de Centar IV au nord-ouest, Centar II au nord-est, Centar III au sud et Mali Zbeg au nord, de l'autre côté du Pretok. Le quartier a été construit au début des années 1950 et portait autrefois le nom de Martinova Greda.
- Centar II (Центар ΙI) se trouve au nord-centre de la communauté locale et est principalement bordé par les rues Valjevskog odreda à l'ouest, Bratstva i jedinstva au nord et Ivana Milutinovića au sud. Il s'étend jusqu'à Centar III au sud-ouest, Borča Greda à l'ouest, Center IV et Center V au nord et au quartier de Zrenjaninski Put à l'est.
- Centar IV (Центар ΙV) est le moins étendu des cinq « centres » de la ville. Il est constitué de cinq immeubles situés entre les rues Kovilovska, Severina Bijelića et Miladina Zarića. Il s'étend jusqu'à Borča Greda au sud-ouest, Centar V au nord-est et Mali Zbeg au nord, de l'autre côté du canal du Pretok.
- Centar V (Центар V) est situé entre les rues Hopovska à l'ouest, Velikoremetska au sud, Dunavske divizije à l'est et le canal du Pretok au nord. Il entouré par les quartiers de Centar IV au sud-ouest et de Mali Zbeg au nord, de l'autre côté du Pretok. En raison de ses immeubles blancs, il a été surnommé Sivi Dom (la « maison grise »), d'après le titre d'une série de la télévision serbe diffusée en 1986 et qui se déroulait dans un centre correctionnel[réf. nécessaire].
- Guvno (Гувно) est une extension nord-est de Borča, située à l'ouest du Zrenjaninski put et à son intersection avec une route régionale qui conduit à Ovča. Guvno s'étend jusqu'aux quartiers de Pretok au nord, de Popova bara au sud et de Zrenjaninski Put, de l'autre côté de la route du même nom.
- Mali Zbeg (Мали Збег) constitue la partie la plus septentrionale de Borča. Les artères principales du quartier sont les rues Rastka Nemanjića au centre et Karlovačke mitropolije au sud.  Son développement est le plus rapide de Borča[réf. nécessaire]. Le cimetière de Zbeg se trouve au nord du quartier. Le canal du Pretok, qui en forme la limite méridionale, le sépare des quartiers de Borča Greda, Centar IV et Centar V.
- Pretok (Преток) est une extension nord-est de Borča, à l'ouest du Zrenjaninski put. Les artères principales du quartier sont les rues Kikindska et Mitra Trifunovića Uče. Le quartier s'est développé à la fin des années 1990, à l'époque des Guerres de Yougoslavie, et a été principalement peuplé par des réfugiés venus de Croatie et de Bosnie-Herzégovine[réf. nécessaire].
- Zrenjaninski Put (Зрењанински пут, qui doit son nom au Zrenjaninski put, la « route de Zrenjanin », le long de laquelle il est construit, constitue l'une des parties les plus orientales de Borča. Il a connu une grande expansion et est devenu l'une des zones centrales de la communauté locale[réf. nécessaire].

### Nova Borča
La communauté locale de Nova Borča occupe un angle situé au centre-est de Borča. Bien qu'elle soit en superficie la moins étendue des trois communauté constituant la ville, elle est également la plus peuplée. Au recensement de 2002, elle comptait 14 875 habitants. Elle ne comprend qu'un seul quartier.
- Centar III (Центар ΙII) est formé d'une série de rues demi-circulaires et parallèles, comme les rues Ratnih vojnih invalida, Bele Bartoka, Privrednikovih pitomaca ou Prelivačka. Le quartier s'étend jusqu'à Stara Borča et Centar I au sud, Centar II à l'est et Borča Greda au nord-est. La limite septentrionale est formée par le canal du Pretok, au-delà duquel se trouve une zone non urbanisée, tandis qu'au sud-ouest le quartier rejoint la rivière Vizelj.

## Démographie

### Évolution historique de la population
| 1948  | 1953  | 1961  | 1971  | 1981   | 1991   | 2002   | 2011   |
| ----- | ----- | ----- | ----- | ------ | ------ | ------ | ------ |
| 3 532 | 3 384 | 4 330 | 9 487 | 18 549 | 26 895 | 35 150 | 46 086 |

|  |

### Données de 2002
Pyramide des âges (2002)
En 2002, l'âge moyen de la population était de 35,9 ans pour les hommes et de 37,7 ans pour les femmes.
Répartition de la population par nationalités (2002)
En 2002, les Serbes représentaient 86,71 % de la population et les Roms 3,68 %.

### Données de 2011
En 2011, l'âge moyen de la population était de 38,5 ans, 37,5 ans pour les hommes et 39,4 ans pour les femmes.

## Architecture
L'église de la Translation-des-Reliques-de-Saint-Nicolas de Borča a été construite en 1798, à l'emplacement d'une chapelle érigée en 1794.

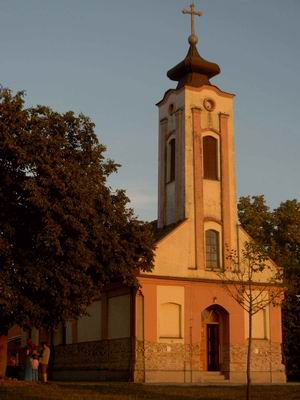
L'église de la Translation-des-Reliques-de-Saint-Nicolas

## Éducation et culture
Deux écoles élémentaires, l'école Stevan Sremac et l'école Jovan Ristić sont installées à Borča ; une troisième école, l'école Rade Drainac, se trouve dans le quartier de Borča Greda. La bibliothèque Milutin Bojić, la bibliothèque centrale de Palilula, créée en 1957, dispose d'une annexe dans la ville.

## Sport

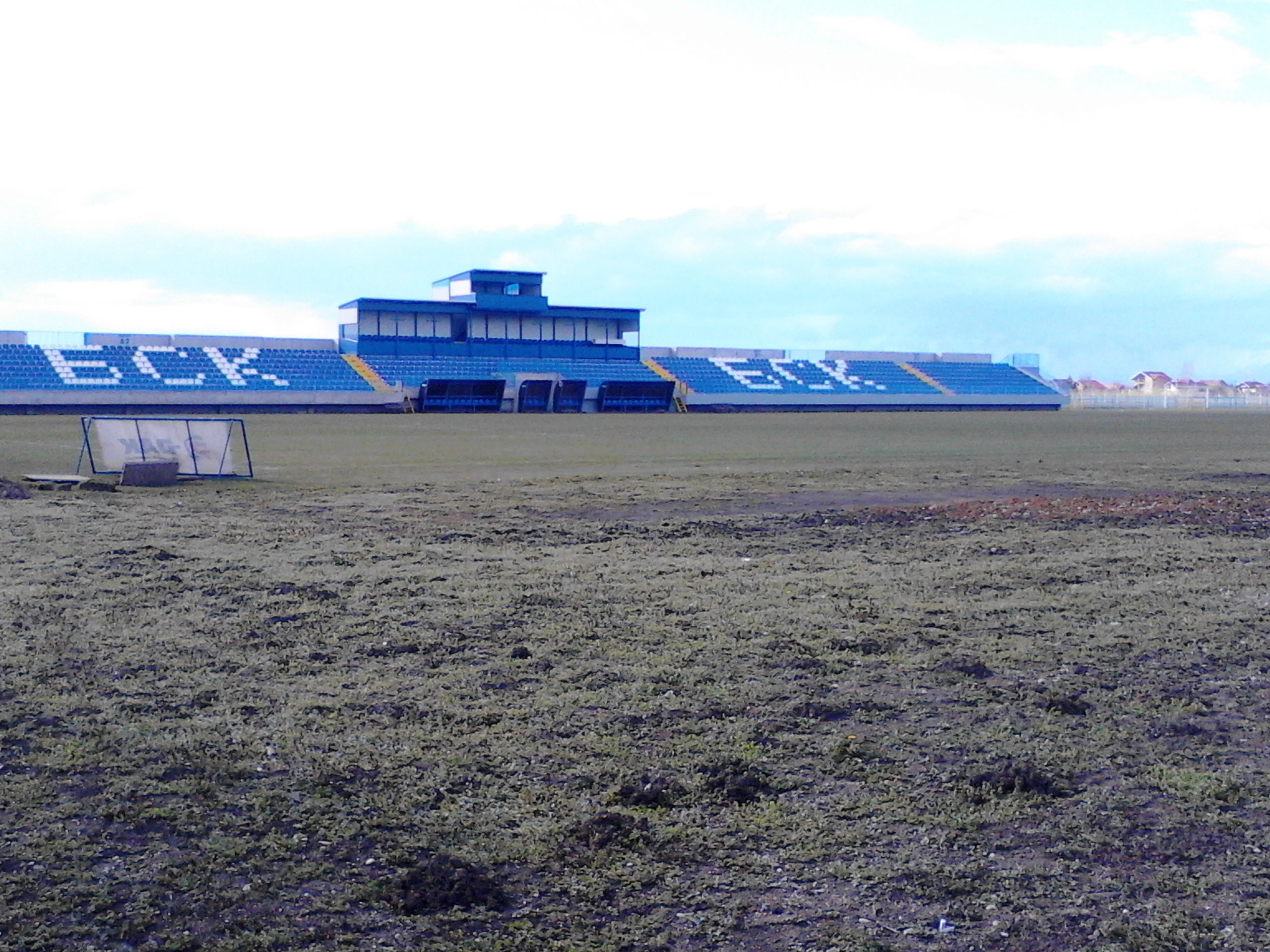
Le stade du FK BSK Borča

La ville possède un club de football, appelé FK BSK Borča, créé en 1937.

## Économie
Le marché de Borča, où l'on vend des légumes et des fruits, est situé rue Koste Manojlovića ;

## Transports
Un pont sur le Danube, le pont de l’amitié sino-serbe, est en construction, reliant la ville de Borča à la municipalité de Zemun, financé notamment par des prêts chinois ; en septembre 2012, lors d'une visite sur le site, le maire de Belgrade, Dragan Đilas a annoncé l'ouverture du pont pour la fin de 2014. Le président du gouvernement Ivica Dačić et le ministre des transports Milutin Mrkonjić ont confirmé que le pont serait inauguré le 20 octobre 2014, à l'occasion du 70e anniversaire de la libération de Belgrade, et ouvert à la circulation le 27 octobre.

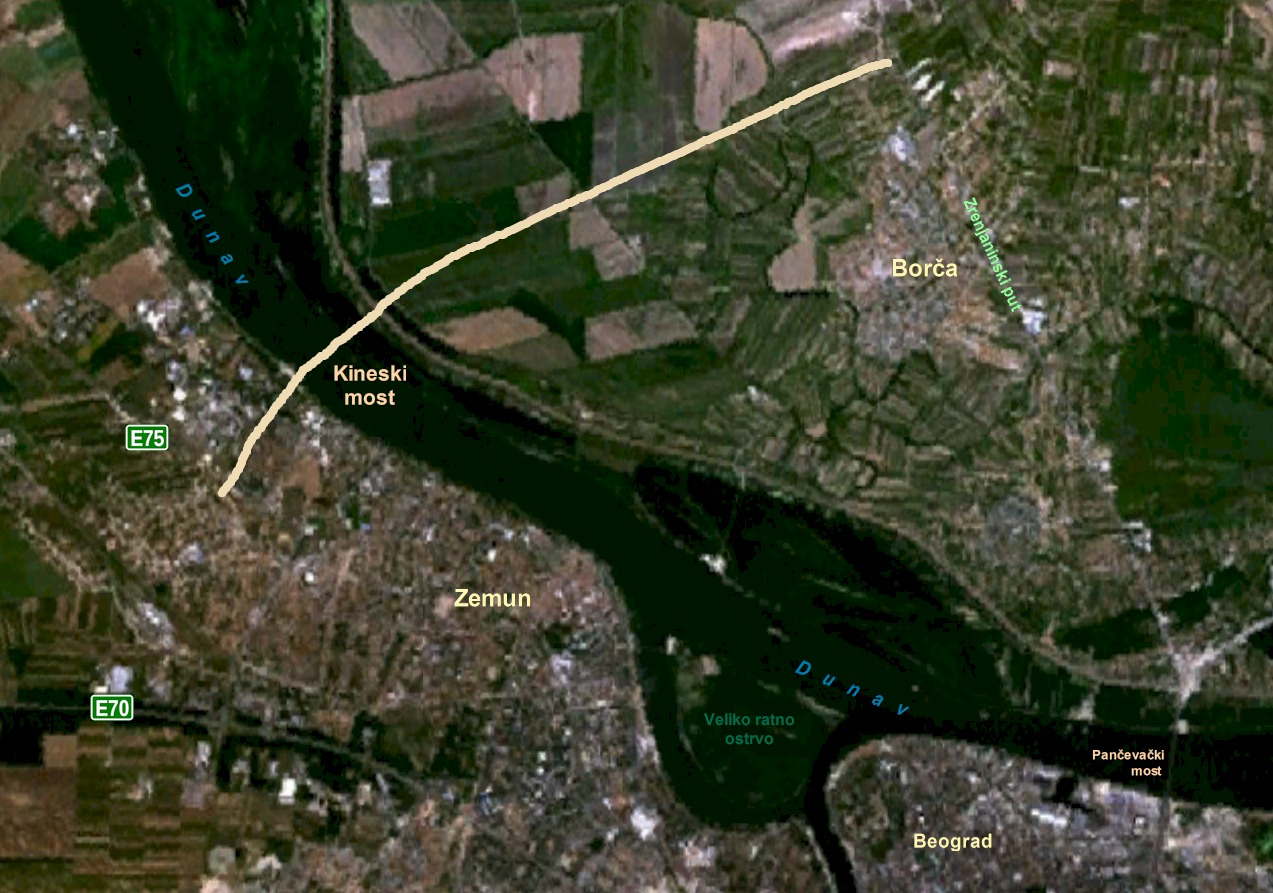
Le tracé du pont de l’amitié sino-serbe sur une carte satellite

Deux lignes de bus de la société GSP Beograd ont l'un de leurs terminus à Borča : les lignes 95 (Novi Beograd Blok 45 – Borča III) et 96 (Trg Republike – Borča III).